# NGC 4094
NGC 4094 في الفهرس العام الجديد، هي مجرة، تقع في كوكبة الغراب (كوكبة). اكتشفت في 7 مايو 1836 بواسطة جون هيرشل.

## روابط خارجية
- NGC 4094 على موقع ويكي سكاي: DSS2, SDSS, GALEX, IRAS, Hydrogen α, X-Ray, Astrophoto, Sky Map, Articles and images